# Запобіжник (зброя)

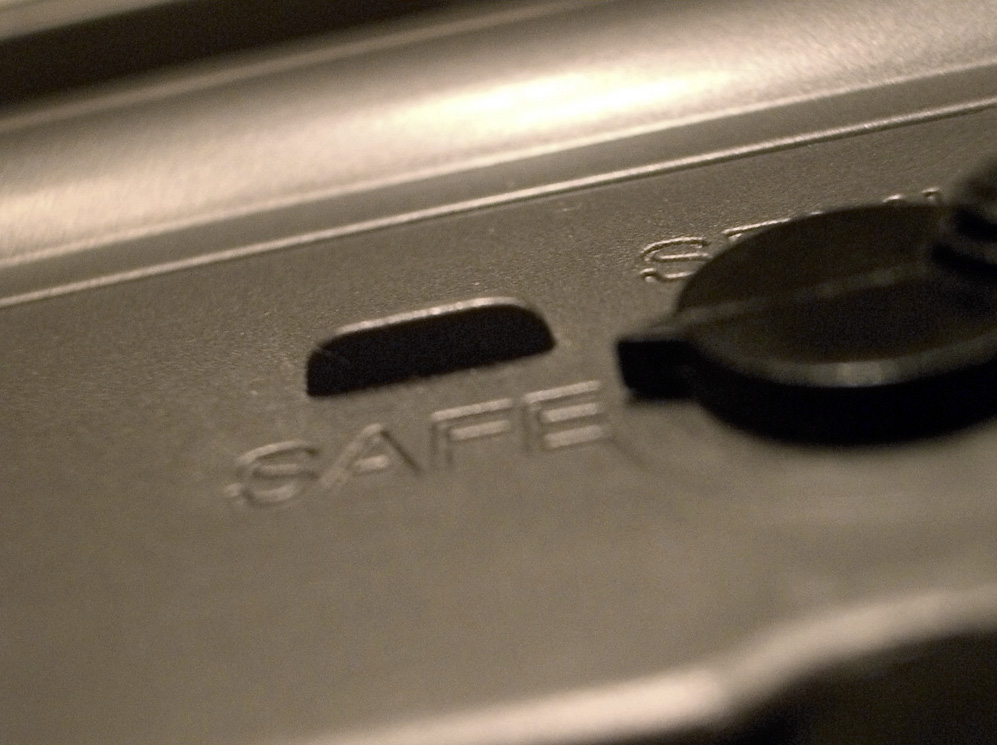
Запобіжник на автоматичній гвинтівці М16

Запобі́жник у зброї — деталь ударно-спускового механізму ручної вогнепальної зброї, що запобігає можливості здійснення випадкового пострілу. Запобіжник у включеному стані може перешкоджати руху ударника, курка, шептала, спускового гачка, затвора або одночасно декількох з цих деталей. У ряді зразків зброї при включенні запобіжника відбувається також безпечний (без пострілу) спуск з бойового зводу.
У загальновживаному сенсі — пристрій, що оберігає зброю (боєприпас) будь-якого типу (гранату, бомбу, міну, боєголовку тощо) від випадкового або передчасного спрацьовування.

## Історія
Ідея про оснащення вогнепальної зброї спеціальним пристроєм для запобігання випадковому пострілу сягає століть. Зразки зброї з ґнотовим замком мали кришку над полицею, яка могла закриватися, так, що при випадковому спуску курка ґніт не запалював запалювальний порох.
На ударно-кремінних замках згодом з'явився запобіжний звід курка, або піввзвод: стрілець зводив курок до половини, при цьому шептало спускового механізму потрапляло в глибокий поперечний виріз щиколотки курка, і спусковий гачок блокувався. Для пострілу курок потрібно було звести на бойовий звід, при цьому шептало входило в другий, менш глибокий виріз бойового зводу, з якого курок вже міг бути спущений натисканням на спусковий гачок. Це стало необхідно, в тому числі, завдяки появі перших (дульних) патронів, створених з метою підвищення скорострільності військових з рушниць, що заряджалися з дульної частини ствола. При використанні такого набою його паперова оболонка використовувалася як пиж над кулею, тому порох спочатку відсипали на полицю замка, а лише потім висипали в ствол. Якби курок залишався під час досилання кулі в стволі на бойовому зводі, міг статися випадковий постріл, який неминуче закінчився б важкою травмою стрільця. До появи дульних набоїв порох для безпеки зазвичай насипали з порохівниці спочатку в ствол, а лише потім на полицю.
У сучасній зброї, використовується такий принцип для запобігання випадковому пострілу, коли патрон знаходиться в патроннику, наприклад, в пістолеті ТТ.
Перші запобіжні пристрої в їх сучасному вигляді з'явилися ще при ударно-кременевих, і навіть колісцевих замках. На дорогих кремінних та мисливських рушницях та гвинтівках був запобіжник у вигляді розташованого на замковій дошці позаду курка рушія, який в передньому положенні фіксував курок на півзводом, так, що той не міг бути не тільки спущений, а й зведений на бойовий звід. Це забезпечувало повну безпеку при носінні зарядженої зброї. У колісцевого замка запобіжник зазвичай мав вигляд розташованого в задній частині замкової дошки прапорця, який в задньому положенні не давав спустити зведений курок, блокуючи шептало. Такий же запобіжник могли мати і найбільш дорогі варіанти ґнотових замків.
Сучасні запобіжники діють за схожим загальному принципу, але часто здатні блокувати не тільки зведений, але і спущений курок, а також інші деталі спускового механізму або навіть сам затвор, можуть забезпечувати безпечний спуск курка при постановці зброї на запобіжник. До категорії запобіжних пристроїв також відносяться пристрої, які сприяють безпечному поводженню зі зброєю: індикатори наявності набою в патроннику, зведеної бойової пружини тощо, котрі можуть бути помітні візуально або на дотик.
У деяких сучасних пістолетах і револьверах існує вбудований замок, який фіксує зброю в безпечному положенні і відмикається спеціальним ключем.

## Види запобіжників

### Ручний запобіжник

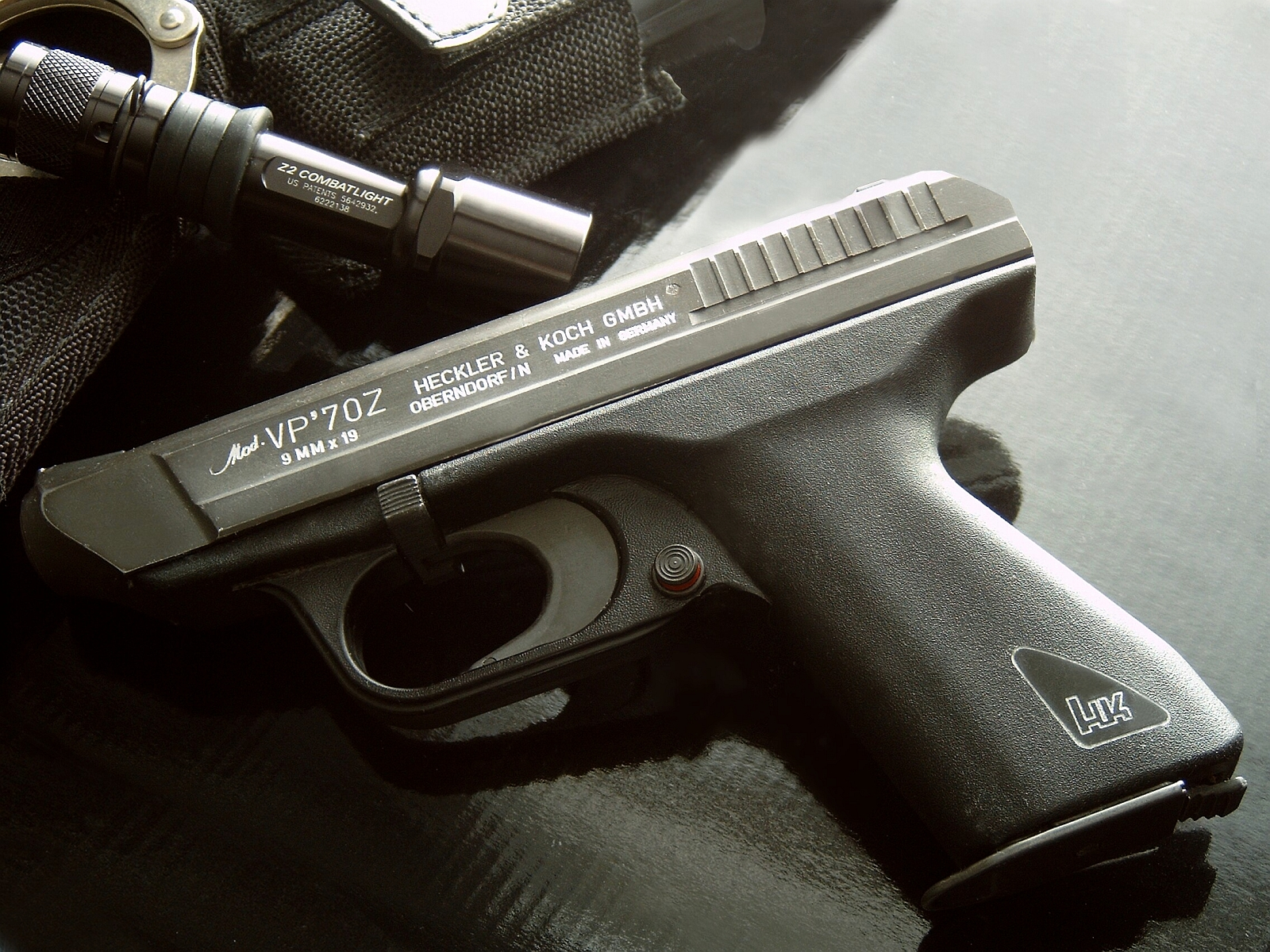
Пістолет Heckler & Koch VP70 із запобіжником у вигляді кнопки (хрестоподібний блокувальник спускового гачка) на задній частині спускової скоби

Найбільш поширеною формою механізму безпеки є перемикач, кнопка або важіль, які, коли вибрано позицію «безпечно», запобігають стрільбі. Ручні запобіжники є різними як і сама зброя, але загальним для цих механізмів є наявність блокувальника або засувки, які блокують спусковий або ударний механізм, а також пристрій який відокремлює спусковий гачок від УСМ. Інші конструкції можуть блокувати ударник або бойок від руху вперед. Це є найстаріші форми «активних» запобіжників і є найпоширенішими; проте, багато видів вогнепальної зброї подвійної дії, такі як револьвери, не мають ручних запобіжників, оскільки більш тривале і сильне натискання на спусковий гачок для зведення і стрільби подвійної дії забезпечує адекватну безпеку спускового гачка, зберігаючи при цьому вогнепальну зброю в більш підготовленому стані.

### Запобіжник на руків'ї
Запобіжник на руків'ї — це важіль або інший пристрій, розташований на руків'ї зброї, який вимикається за допомогою руки стрільця, тому зброю можно зберігати у зведеному стані і швидше відкривати вогонь. Такий запобіжник схожий за дією на ручний запобіжник, але є відмінності; запобіжник деактивується лише коли стрілець охоплює руків'я рукою і миттєво активується, коли стрілець відпускає його. Colt M1911 є найкращим прикладом подібного виду запобіжників, іншими видами зброї з подібними типами запобіжників є пістолет-кулемет Uzi й самозарядний пістолет HS2000 та їхні нащадки.

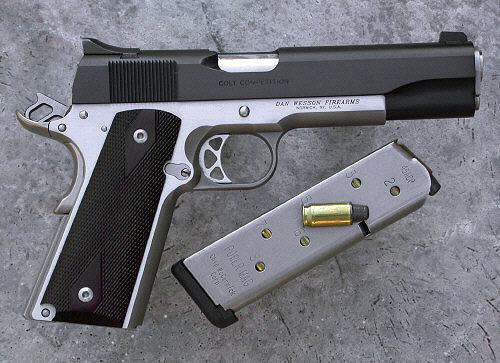
Пістолет Dan Wesson. У тильній частині руків'я можно побачити запобіжник

Схожим на запобіжник на руків'ї є важіль безпечного зведення у деяких пістолетів H&K, наприклад пістолети серії P7. Для першого пострілу стрільцю необхідно натиснути на важіль безпечного зведення, який розташований у передній частині руків'я. Коли стрілець відпускає руків'я, ударник знімається з бойового зводу і послаблюється бойова пружина. Проте якщо натиснути на спусковий гачок при натисканні на руків'я відбудеться постріл. Також якщо одночасно натиснути на спусковий гачок і руків'я відбудеться постріл.
Інший, незвичайний варіант запобіжника використано у самозарядних пістолетах Ортгіс. Щоб вимкнути запобіжник стрільцю було достатньо стиснути руків'я. Важіль запобіжника знаходився у тиловій частині руків'я і перемикався у режим «вогонь». Навіть коли стрілець послаблював стискання з пістолета, можна було стріляти. Для вмикання запобіжника необхідно було натиснути на кнопку на лівому боці ствольної коробки. При цьому, якщо пістолет знаходився на бойовому зводі, бойова пружина послаблюється Оскільки пістолет був кишеньковим для самозахисту, така конструкція дозволяла швидко відкрити вогонь, не шукаючи запобіжник.

### Важіль безпечного спуску курка
Більшість звичайних самозарядних пістолетів подвійної/одинарної дії (DA/SA) розроблені так. щоб їх можно було носити зі спущеним ударником і набоєм у каморі, з ввімкненим або з вимкненим ручним запобіжником. Пістолет вважається безпечним в цьому стані, так як зусилля «подвійної дії», яке одночасно зводить і стріляє з вогнепальної зброї, довше і важче, ніж зусилля «одинарної дії», яке просто звільняє зведений курок, і, таким чином, ненавмисне натискання на спусковий гачок менш ймовірно.
Проте, цикл дії у такій вогнепальній зброї (як природний наслідок пострілу з вогнепальної зброї або досилання в патронник першого набою) залишить курок зведеним в режимі одиночного дії. Для повернення зброї у безпечний режим, потрібно спустити ударник. Зазвичай утримуючи зуб курка обережно натискають на спусковий гачок, а потім повільно опускають курок на бойок. Проте, куркові пістолети зазвичай мають так званий бобровий хвіст для захисту руки стрільця від затвора, що ускладнює (на відміну від револьверів) безпечний спуск курка, що може призвести до випадкового пострілу. Пістолети з ударниками не мають зовнішнього курка, тому єдиним способом повернення спускового гачка у безпечне положення є важіль безпечного спуску курка, який піднімає шептало і знімає напруження бойової пружини. Зауважте, що коли пістолет оснащений важелем «спуску курка», немає необхідності натискати на спусковий гачок, утримуючи важіль, як в револьвері. Фактичний процес «спуску» пістолета здійснюється простим поворотом важеля спуску затвора в положення «спущено» пальцями.

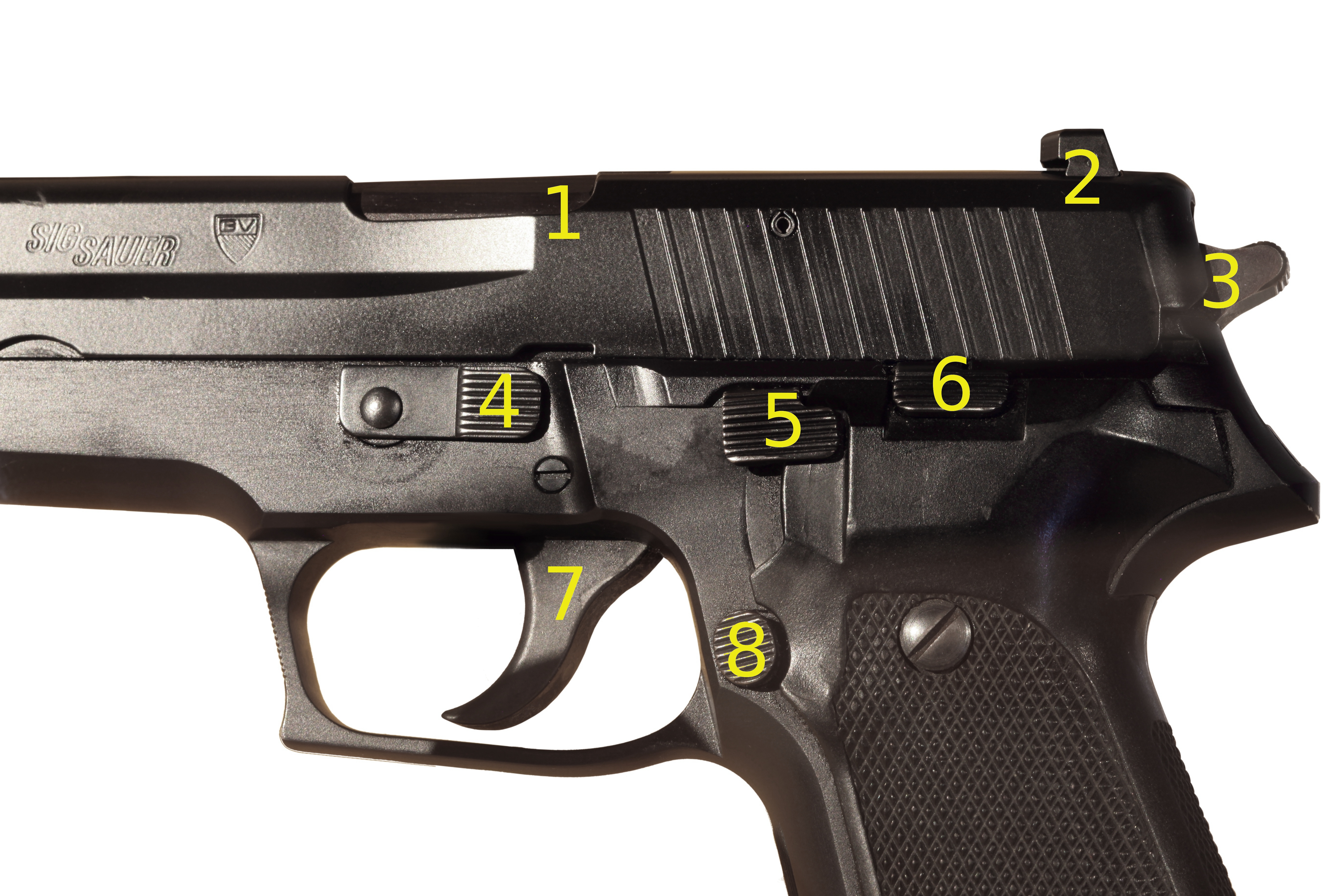
Деталі SIG Sauer P226: 1. Вікно викидання гільз, 2. Приціл, 3. Курок, 4. Важіль видалення, 5. Важіль спуску курка, 6. Затворна затримка, 7. Спусковий гачок, 8. Засувка магазина.

Важіль спуску курка дозволяє безпечно опустити бойок на набій без ризику здійснити постріл, зазвичай блокуючи курок або розмикаючи ударник перед спуском шептала. Не потрібно натискати на спусковий гачок або контролювати курок; проте, оскільки у будь-якому механізмі можуть відбутися збої при спуску курка необхідно спрямовувати дуло у безпечний бік.
Важіль безпечного спуску курка поєднує в собі ручний запобіжник та важіль спуску курка. Існує два варіанти. У «трипозиційних» системах, наприклад пістолети Heckler & Koch, стрілець може спустити курок, натиснувши вниз важіль безпечного спуску або увімкнути запобіжник (навіть коли курок зведено), штовхнувши важіль догори. У простіших «двопозиційних» системах, пістолети Walther PP та Beretta 92: перемикання запобіжника також спускає курок.
Пістолети SIG Sauer, наприклад SIG Sauer P226, часто мають важелі безпечного спуску. Вперше важіль спуску курка одинарної дії використали у пістолеті Vis wz. 35 «Radom», як було розроблено в 1932 році для вершників, що ті могли безпечно сховати зброю у кобуру однією рукою. Вперше важіль зведення/спуску курка використали у 1938 році в пістолеті Sauer 38H. До 2007 року компанія Ruger випускала пістолети серії Р випускали лише з важелями спуску, а «двопозиційний» запобіжник спуску курка використовували у пістолетах з самого початку.

### Захист від випадкового падіння
У багатьох юрисдикціях, наприклад у штаті Каліфорнія, вимагають щоб усі нова зброя мала «захист від випадкового падіння», який зазвичай є пасивним запобіжником призначенням якого є зменшення імовірності пострілу через випадкове падіння або грубе використання. Зазвичай такий запобіжник являє собою перешкоду, яка блокує роботу УСМ до того часу поки стрілець не натисне спусковий гачок. Тести на падіння були запроваджені федеральним Законом про контроль над зброєю 1968 року для імпортної зброї.

#### Запобіжний паз
Запобіжний паз є одним з найстаріших запобіжників від падіння. Його використовували у револьверах одинарної дії, які випускали до появи запобіжника курка, у деяких важільних гвинтівках, пістолетах 1911 та у куркових самозарядних пістолетах, які випускали до появи запобіжника бойка. Запобіжний паз — це рельєфний виріз, зроблений на кулачку біля основи курка, що дозволяє шепталу ловити і утримувати курок на невеликій відстані від бойка або капсуля, «Запобіжний звід». Запобіжний паз дозволяє звести курок на невелику відстань від ударника або капсуля, завдяки цьому якщо зброя впаде на курок, останній не буде мати потрібну кількість енергії для нанесення удару по бойку, що не призведе до випадкового пострілу. Друге призначення полягає у тому, що шептало «ловить» курок коли той він спрацьовує без натискання на спусковий гачок, наприклад, коли шептало розхитане від падіння або при неповному зводі курка. Зазвичай, запобіжний паз використовують для «запобіжного зводу», що є активною функцією і не завжди запобігає випадковим пострілам. Певна спритність рук і знання вогнепальної зброї також потрібно, щоб «наполовину звести» вогнепальну зброю; незнання того, як задіяти положення «запобіжний звід», може привести до випадкових пострілів. Крім того, запобіжний паз та «запобіжний звід» схильні до збоїв і можуть призвести до випадкових пострілів, що може призвести до поранень і смертей.

#### Запобіжник бойка
Запобіжник бойка це механічний блок який використовується у самозарядній зброї та у деяких револьверах, який у стані спокою, блокує рух ударника, але пов'язаний з УСМ і припиняє перешкоджати руху бойка перед самим спуском курка або ударника. Це не дає змогу бойку ударити по капсулю зарядженого набою до того часу, поки стрілець не натиснув на спусковий гачок, навіть якщо курок спущено з бойового зводу при випадковому падінні.

#### Запобіжник курка
Запобіжник курка схожий на запобіжник бойка. Це засувка, блок або інша перешкода, вбудована в УСМ і зазвичай розташована таким чином, щоб запобігти контакту курка з капсулем або бойком в стані спокою. Як і запобіжник бойка, запобіжник курка прибирається при натисканні на спусковий гачок. Це дозволяє курку діяти на капсуль або бойок лише після натискання на спусковий гачок.

#### Передавальна планка
Передавальну планку використовують у револьверах та деяких гвинтівках з відкритим курком, але її призначення відрізняється від запобіжника курка. Курок, після спуску, б'є не по капсулю набою, а по передавальній планці, яка має спеціальний зуб або б'є по бойку. Зазвичай передавальна планка знаходиться поза лінією руху курка, але встає на місце при звичайній дії спускового гачка, що дає такий самий «захист від падіння», що і запобіжник бойка.

### Блокування затвора і відключення спускового механізму
У популярних затворних, помпових та важільних гвинтівках і рушницях, блокування затвора розмикає або блокує спусковий гачок, якщо за будь-якої причини затвор закрито не повністю або зброя не готова до пострілу. Варіантом такого запобіжника є розмикач спускового гачка, який не дає зробити постріл до повної готовності зброї. Це визначає поведінку самозарядної зброї в якій кожного нового пострілу потрібно натиснути спусковий гачок для здійснення пострілу та перезарядки зброї, і це кращий механізм відключення спускового механізму у самозарядній вогнепальній зброї. Старі помпові рушниці, наприклад Winchester Модель 12, не мають такого механізму, тому при натисканні і утриманні спускового гачка новий постріл відбувається після досилання набою і замикання затвора.
Такі роз'єднання або блокування, як правило, просто у використанні і насправді є побічним продуктом дії багатьох видів вогнепальної зброї; натискання на спусковий гачок, коли казенник розблокований або відкритий, нічого не дає, оскільки механізм не повністю скинутий до завершення циклу. Такі особливості не можна вважати «дійсними» запобіжниками, хоча блокування може допомогти від випадкових пострілів, оскільки набій ще повністю не знаходиться у казеннику коли бойок вдаряє по капсулю. Для елементарної безпеки рекомендовано передавати пістолет або гвинтівку іншій людині з відкритим затвором.

### Розмикачі магазинів
Розмикач магазина — особливість, яка не дає змогу стрільцю вести вогонь зі зброї, коли магазин відсутній (навіть частково) і є внутрішнім запобіжником, як і розмикач спускового гачка або запобіжник бойка. Перший такий механізм можно побачити у пістолеті Browning Hi-Power. Як і у випадку з будь-якою деталлю вогнепальної зброї, існують суперечки щодо необхідності розмикача магазина. Історична, більшість магазинної зброї не мала розмикача магазина. Винятком є гвинтівки Ruger та деякі нові конструкції пістолетів, а у штаті Каліфорнія у 2006 році видали закон, який вимагає наявності розмикача магазинів на всій новій ручній зброї, яку будуть продавати після 1 січня 2007 року.
Аргументом на користь цього розмикача є те, що коли стрілець відімкне магазин і забуде, що у патроннику є набій, не можна буде здійснити випадковий постріл. Окрім того якщо втрата зброї неминуча, стрілець, відімкнувши магазин, виведе її з ладу. Збройний експерт Массад Айоб наводить приклади, коли поліцейські, які мали пістолети з розмикачами магазина, не постраждали від власної зброї, встигнувши вийняти магазин.
Одним з недоліків є те, що розмикач збільшити силу, з якою необхідно натискати на спусковий гачок і зробити спуск більш нерівномірним або важким. Іншим аргументом проти розмикача є те, що коли набій залишиться у каморі через збій екстрактора або з іншої причини, при заряджанні нового магазина може відбутися постріл. Це небезпечно оскільки стрілець може зробити спробу холостого пострілу під час або після розряджання. Коли використовується розмикач при натисканні спускового гачка, коли пістолет спрямовано у кульову пастку або у повітря, постріл не відбувається оскільки спусковий гачок заблоковано. При заряджанні навіть порожнього магазина УСМ стає на бойовий звід навіть якщо спусковий гачок не натиснуто. Інститут виробників спортивної зброї та боєприпасів заявив, що «очевидна проблема з функціями розмикача магазина полягає в тому, що визначення того, чи безпечна зброя, стає пов'язано з наявністю магазина, а не з фактичною перевіркою зброї, відкриттям затвора і перевіркою чи він розряджений.»
Подальші аргументи полягають в тому, що функціонально без магазина вогнепальну зброю можно використовувати лише як палицю. Без розмикача магазина стрілець, який випадково втратив магазин може зробити постріл набоєм у каморі; навіть коли магазин відсутній пістолет можна заряджати одним набоєм і вести вогонь. У грудні 2014 року було представлено Pro варіант пістолета Ruger LC9s без розмикача магазина для правоохоронних органів. Ругер заявили, що "Відсутність розмикача магазина є тактичною перевагою, яка дозволяє стрільцю вести вогонь з одним набоєм в каморі і міняти в цей час магазин. Тактична перезарядка є тактикою заміни частково порожнього магазина на повний у ситуаціях коли потрібна більша кількість набоїв.

### Запобіжники спускового гачка
Такі запобіжники схожі на запобіжники на руків'ях, вимикаються вони стрільцем під час стрільби, але працюють за інших умов. Спусковий гачок складається з двох взаємозалежних частин і при стрільбі працюють обидві частини. І навпаки, не достатній тиск або удар по спусковому гачку не призведуть до пострілу. Така конструкції запобіжника набула поширення у пістолетах «Глок», але вперше була використана у револьвері Айвера Джонса «Друга Модель Безпечна Безкуркова 1897 року», яка мала спусковий гачок з підпружиненим важелем у нижній половині. Цей важіль, який виступає з торця спускового гачка, треба повністю натиснути, щоб вимкнути замок після чого починав рухатися сам спусковий гачок. Ненавмисне натискання на верхню частину спускового гачка без натискання на важіль не відмикає замок і спусковий гачок не рухається. Інші конструкції мають підпружинену накладку, яка утворює верхню частину лицьової панелі спускового гачка та керує подібним замком. Така конструкція має більше рухливих частин, але перевагою є те, що для вимкнення такого замка потрібно прикласти більше зусилля, ніж при випадковому натисканні або ударі.

### Індикатор заряджання

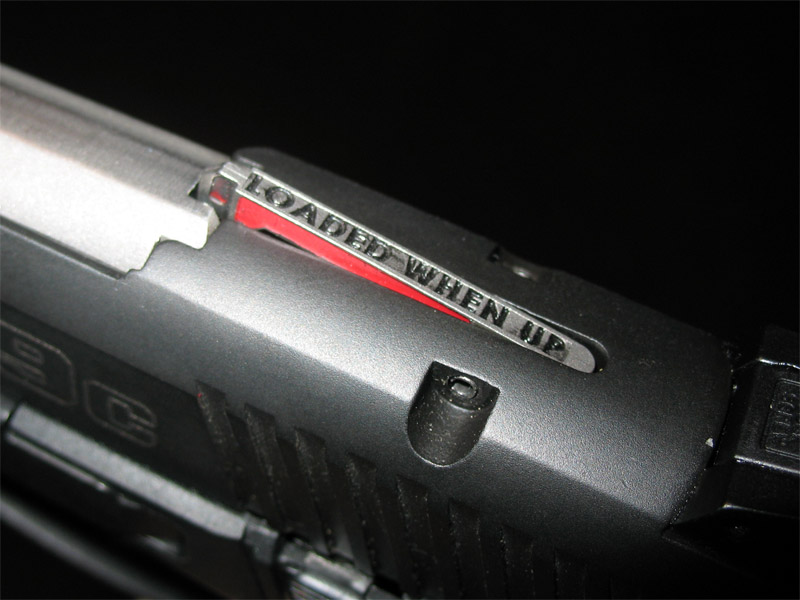
Ruger SR9. Індикатор заряджання дає можливість стрільцю тактильно і візуально визначити чи заряджена зброя. Слова «Loaded When Up» та червоний колір вказують на те, що зброя заряджена.

Індикатор заряджання — це пристрій, який присутній на затворах деякої самозарядної короткоствольної зброї і призначений для інформування стрільця, що у каморі знаходиться набій. Це невелика кнопка (інколи стрижень, наприклад на зброї Ruger під набій .22 LR), зазвичай розташована за вікном викиду гільз на затворі і спрацьовує лише коли набій в каморі. Такі пристрої існують десятки років; строго кажучи, індикатори заряджання не є запобіжником і не є ефективними для непідготовленого користувача.
Індикатор розташований за вікном викиду гільз не заважає своєю висотою стрільцю цілитись, але є достатнім, щоб його легко можна було побачити і розрядити пістолет, щоб уникнути не бажаного пострілу.

### Розмикач спускового гачка
Розмикач спускового гачка утримує курок у зведеній позиції після пострілу, навіть якщо спусковий гачок утримується у задньому положенні. Це дає змогу вести лише самозарядний вогонь зі зброї, оскільки для наступного пострілу треба відпустити спусковий гачок і вимкнути розмикач, щоб курок міг зачепитися за шептало. Також це не дає зробити ненавмисний постріл при збої в робоі УСМ коли курок починає рухатися разом із затвором при закриванні останнього.

### Інші запобіжники
Прикладами різноманітності типових самозарядних механізмів є жорсткий спусковий механізм подвійної дії з вимкненням запобіжника у (Beretta 92F/FS), подвійна дія без зовнішніх запобіжників (SIG Sauer серії P або Kel-Tec P-32) або чітке натискання спускового гачка одинарної дії з ручним запобіжником (Colt M1911, FN Five-seven або деякі конфігурації HK USP). Альтернативою є зброя з ударником або так звана зброя «безпечної дії» з постійним зусиллям натискання спускового гачка, що вимагає більше сили, ніж потрібно для конструкції одинарної дії, але менше ніж потрібно в УСМ подвійної дії. Багато такої зброї не мають зовнішнього запобіжника або зовнішнього ударника (пістолети Глок та Walther P99). В обох випадках дія дуже проста — натискання на спусковий гачок завжди призводить до пострілу — а для безпеки існують внутрішні запобіжні заходи, які запобігають випадковим пострілам (наприклад, через падіння пістолета).